# Nada Fiorelli
Nada Fiorelli (* 17. August 1919 in Castellammare Adriatico; † 16. September 1984 in Rom) war eine italienische Schauspielerin.

## Leben
Fiorelli spielte ihre erste Filmrolle 1937 und beschränkte sich auf einen Film im Jahr. Am bekanntesten wurde sie neben Erminio Macario, setzte ihre nicht allzu ausgeprägten dramatischen Fähigkeiten aber auch in der Rolle der zweiten oder dritten Frau in Filmen ihres Mannes Giorgio Ferroni ein, unter anderem in den kurz nach dem Krieg entstandenen Filmen um die Partisanen. Zwischen 1943 und 1945 lebte sie in Venedig, wo sie an einigen Filmen der kurzlebigen Italienischen Sozialrepublik beteiligt war. Ihr bedeutendster Film ist der von Jean Renoir 1952 gedrehte Die goldene Karosse. Nach diesem Film zog sie sich, unzufrieden mit den angebotenen Rollen, von der aktiven Laufbahn zurück.
Sie ist die Schwester des Schauspielers Aldo Fiorelli.

## Filmografie (Auswahl)
- 1937: Marcella
- 1940: Die Tochter des Korsaren (La figlia del corsaro verde)
- 1942: Il fanciullo del West
- 1950: Frauen ohne Namen (Donne senza nome)
- 1952: Die goldene Karosse (La carrozza d‘oro)
- 1954: Der Skandal (La spiaggia)